# Giornale di Malta
Il Giornale di Malta è stato un giornale pubblicato nel protettorato britannico di Malta tra il 1812 e il 1813. Al momento della pubblicazione, era l'unica pubblicazione periodica a Malta. Il Giornale di Malta fu preceduto da Il Cartaginese (1804-1805) e gli successe la Gazzetta del Governo di Malta (1813-oggi).
Sono stati pubblicati in totale 94 numeri del giornale. Si ritiene che i primi 46 numeri del giornale siano stati stampati alla stamperia del reggimento siciliano a Malta. e in seguito i numeri furono stampati dalla stamperia del governo.
Copie della pubblicazione sono ora conservate presso la Biblioteca nazionale di Malta.